# Luigi Ciacchi
Luigi Ciacchi, italijanski rimskokatoliški kardinal, * 16. avgust 1765, Pesaro, † 17. december 1865.

## Življenjepis
12. februarja 1838 je bil povzdignjen v kardinala in imenovan za kardinal-diakona S. Angelo in Pescheria.